# Velka
Velka je naselje v Občini Dravograd.